# Guess (песня)
«Guess» (с англ. — «Угадай») — песня британской певицы Charli XCX и американской певицы Билли Айлиш, выпущенная 1 августа 2024 года. Это ремикс на одноимённый трек XCX, который был издан 10 июня 2024 года в рамках Brat and It’s the Same but There’s Three More Songs So It’s Not, делюкс-версии её шестого студийного альбома Brat (2024). Выпущенный вместе с клипом, из которого 10 000 пар нижнего белья были переданы в фонд I Support the Girls, трек стал первой студийной совместной работой Айлиш за несколько лет и четвёртым ремиксом с Brat. Песня «Guess» была положительно воспринята критиками и многочисленными знаменитостями. Песня «Guess» заняла первое место в чарте UK Singles Chart. За пределами Соединённого Королевства «Guess» также возглавил чарты в Австралии, Ирландии, Литве и Новой Зеландии и вошёл в первую десятку чартов в Норвегии и Швеции.

## Оригинальная версия
Оригинальная версия песни «Guess» была выпущена 10 июня 2024 года на лейбле Atlantic Records как семнадцатый трек делюкс-версии её шестого студийного альбома Brat and It’s the Same but There’s Three More Songs So It’s Not. Она была спродюсирована Гаррисоном Патриком Смитом, известным под именем The Dare, и написана в соавторстве с Диланом Брэди из дуэта 100 Gecs и в ней есть отсылки к угадыванию цвета её нижнего белья и куннилингусу. После выхода песня была описана как «чрезвычайно возбуждающая» Каэленом Беллом из Exclaim.ca, а Энтони Фантано высказал мнение, что она «торчала бы как бельмо на глазу», если бы была выпущена как часть альбома.

## Ремикс с Билли Айлиш

### Предыстория
В мае 2024 года Айлиш заявила в интервью Зейн Лоу, что впервые за несколько лет побывала в студии и записала совместную работу с артистом, большим поклонником которого она является. Она также упомянула, что раньше сопротивлялась такому сотрудничеству из-за нервозности. Charli XCX ранее выражала заинтересованность в сотрудничестве с Айлиш ещё в 2017 году, хотя пара не смогла найти подходящую песню
.
31 июля 2024 года Charli XCX опубликовала пост с иллюстрацией к ремиксу, попросив поклонников угадать его по обложке, на которой изображены только нижние профили обоих артистов. Певица одета в белую мини-юбку, а её коллега — в мешковатые джинсы и несколько колец на руке. По этим деталям фанаты быстро догадались, что исполнительница — Билли Айлиш. В тот же день фанаты поделились фотографиями флаеров, в которых людей просят позвонить по номеру телефона, на котором играет фрагмент ремикса. 1 августа Charli XCX подтвердила создание ремикса с Айлиш и объявила о релизе на следующий день.

### Музыкальное видео
Вместе с ремиксом был выпущен сопроводительный клип, снятый Эйданом Замири. По словам Замири, клип был снят 28 июля 2024 года, всего за четыре дня до его выхода.
Видео начинается на домашней вечеринке, организованной Charli XCX, где появляется Айлиш, пробивающая стену бульдозером. Затем они идут по улице, где с неба падают трусики, а потом забираются на их кучу. Видео заканчивается сообщением, в котором говорится, что неношеное нижнее бельё, использованное в клипе, будет передано в «I Support the Girls», американскую благотворительную организацию, которая распространяет нижнее бельё и товары для месячных среди женщин, страдающих от домашнего насилия, бездомности и лишений. Позже благотворительная организация заявила, что получила 10 000 пар, большая часть которых была «сексуальной».

### Отзывы
Песня была воспринята положительно. Маркус Раттен из PinkNews назвал песню «супер-сапфической», а Талеция Весчио из Junkee Media написала, что «Оригинальная версия „Guess“ была достаточно жёсткой подачей с тем мерзким битом, которым славится The Dare, но добавление Билли Айлиш, передающей перевёрнутую перспективу, было чистым совершенством». Робин Мюррей из Clash написал, что «сейсмическая, сотрясающая систему, содрогающая землю электроника песни [упивается] тропами миллениалов — французским прикосновением и электроклэшем — и одновременно пируэтом уходит в будущее [и] остаётся верной своим гиперпоп-фантазиям». Кроме того, после выхода песни на неё отреагировали Амелия Димолденберг, Джулия Фокс, Адам Ламберт, Сьюки Уотерхаус, Эддисон Рей, Дейзи Эдгар-Джонс и Рита Ора. Многие фанаты интерпретировали прошёптанные слова в конце трека «Хочешь угадать, о чем мы с Билли переписывались? (Ты вёл себя неуважительно)/ Все ещё пытаешься угадать пароль от моего Google Drive (Ты одержим мной?)/ Хочешь угадать адрес вечеринки, на которую мы пришли (Ты действительно не приглашён)» как дисс, чтобы быть уколом в адрес Тейлор Свифт, на основании того, что новые варианты её альбома The Tortured Poets Department помешали Charli XCX и Айлиш занять первые места в чартах альбомов UK Albums Chart и Billboard 200, соответственно.

### Итоговые годовые списки
| Публикация/критик | Список                    | Ранг | Ссылка |
| ----------------- | ------------------------- | ---- | ------ |
| Slant Magazine    | The 50 Best Songs of 2024 | 11   | [ 19 ] |
| The Guardian      | The 20 Best Songs of 2024 | 3    | [ 20 ] |

## Награды и номинации
| Год  | Награда                    | Категория                                                      | Результат | Ссылка        |
| ---- | -------------------------- | -------------------------------------------------------------- | --------- | ------------- |
| 2024 | MTV Europe Music Awards    | Best Collaboration                                             | Номинация | [ 21 ]        |
| 2024 | MTV Video Music Awards     | Song of Summer                                                 | Номинация | [ 22 ]        |
| 2024 | Musa Awards                | International Collaboration of the Year                        | Номинация | [ 23 ]        |
| 2024 | UK Music Video Awards      | Best Dance/Electronic Video — UK                               | Номинация | [ 24 ]        |
| 2024 | UK Music Video Awards      | Best Production Design in a Video                              | Номинация | [ 24 ]        |
| 2025 | Grammy Awards              | Лучшее поп-исполнение дуэтом или группой                       | Номинация | [ 25 ] [ 26 ] |
| 2025 | Art Directors Guild Awards | Excellence in Production Design for a Music Video or Webseries | Номинация | [ 27 ]        |
| 2025 | Brit Awards                | Song of the Year                                               | Победа    | [ 28 ]        |

## Чарты

### «Guess»
| Чарт (2024)                                | Высшая позиция |
| ------------------------------------------ | -------------- |
| Бельгия/Фландрия (Ultratop 50)             | 45             |
| Новая Зеландия (RMNZ)                      | 28             |
| Сингапур (RIAS)                            | 11             |
| США (Billboard Hot Dance/Electronic Songs) | 16             |

### «Guess» при участии Билли Айлиш
| Чарт (2024)                                | Высшая позиция |
| ------------------------------------------ | -------------- |
| Австралия (ARIA)                           | 1              |
| Австрия (Ö3 Austria Top 40)                | 3              |
| Бельгия/Фландрия (Ultratop 50)             | 38             |
| Канада (Billboard Canadian Hot 100)        | 9              |
| Чехия (Singles Digitál Top 100)            | 5              |
| Дания (Tracklisten)                        | 8              |
| Финляндия (Suomen virallinen lista)        | 11             |
| Германия (GfK)                             | 14             |
| Мир (Billboard Global 200)                 | 3              |
| Исландия (Plötutíðindi)                    | 9              |
| Ирландия (IRMA)                            | 1              |
| Италия (FIMI)                              | 49             |
| Латвия (LAIPA)                             | 1              |
| Литва (AGATA)                              | 1              |
| Нидерланды (Single Top 100)                | 14             |
| Новая Зеландия (Recorded Music NZ)         | 1              |
| Норвегия (VG-lista)                        | 9              |
| Словакия (Singles Digitál Top 100)         | 11             |
| Швеция (Sverigetopplistan)                 | 7              |
| Швейцария (Schweizer Hitparade)            | 5              |
| Великобритания (OCC UK Singles)            | 1              |
| США (Billboard Hot 100)                    | 12             |
| США (Billboard Hot Dance/Electronic Songs) | 1              |

## Сертификации
| Регион                                                                      | Сертификация | Продажи |
| --------------------------------------------------------------------------- | ------------ | ------- |
| Канада (Music Canada)                                                       | Платиновый   | 80 000  |
| Данные о продажах + прослушиваниях приведены только на основе сертификации. |              |         |

| Регион                                                                      | Сертификация | Продажи |
| --------------------------------------------------------------------------- | ------------ | ------- |
| Австралия (ARIA)                                                            | Платиновый   | 70 000  |
| Новая Зеландия (RMNZ)                                                       | Золотой      | 15 000  |
| Польша (ZPAV)                                                               | Золотой      | 25 000  |
| Португалия (AFP)                                                            | Золотой      | 5000    |
| Испания (PROMUSICAE)                                                        | Золотой      | 30 000  |
| Великобритания (BPI)                                                        | Золотой      | 400 000 |
| Данные о продажах + прослушиваниях приведены только на основе сертификации. |              |         |